# Minuit dix
Minuit/Dix est une émission culturelle quotidienne de cinquante minutes diffusée sur la radio France Culture, en direct de 00H10 à 1H du matin. Conçue et produite par Laurent Goumarre (pendant deux saisons de 2007 à 2009), elle est ensuite reprise par Aude Lavigne et Xavier de la Porte (de 2009 à 2010).
Rendez-vous nocturne de la culture contemporaine, cette émission traite des différents champs de l'actualité culturelle et des pratiques urbaines : art, spectacles vivants, mode, littérature, musique, cinéma, jeux-vidéo et nouvelles formes de diffusion.
Minuit/Dix est construit autour d'un invité principal, une chronique et un deuxième invité. Fait rare sur France Culture, un tapis musical accompagne toute l'émission, y compris pendant les conversations. Il est arrivé que des Dj (Miss Kittin & The Hacker, Joakim, D.I.R.T.Y...) soient invités à mixer pendant toute une émission.
Cette émission figure dans le best of 2008 de l'hebdomadaire culturel Les Inrockuptibles.

## L'équipe
- Producteur : Laurent Goumarre, puis Aude Lavigne et Xavier de la Porte
- Réalisation : Laurent Paulré, Vincent Abouchard, Peire Legras, Thomas Beau
- Équipe de Laurent Goumarre :  Manou Farine (art contemporain), Chakib Lahssaini (cultures urbaines), Matthieu Conquet (musique, cinema), Abdel Bounane et Jean Baptiste Soufron (Querty Azerty, jeux vidéo, nouveaux médias et séries TV)  Françoise Lacroix (télé, 2 minutes 45 de bonheur) Paquita Paquin (mode, Bijoux et Biceps), Loïc Prigent (design, décoration) Jean-Marc Lalanne (cinéma) Thomas Clerc ( Littérature société), Violette Nahmias (Sport) Alexei Ipatovtsev (Europe et ailleurs), Laurent Valiere (cinéma d'animation), Catherine Geel (design).

- Attachée d’émission : Aïssatou N'Doye, Marie Dalquié